# 28 de agosto
El 28 de agosto es el 240.º (ducentésimo cuadragésimo) día del año en el calendario gregoriano y el 241.º en los años bisiestos. Quedan 125 días para finalizar el año.

## Acontecimientos
- 475: el general romano Flavio Orestes nombra a su hijo Rómulo Augústulo emperador, tras obligar a Julio Nepote a huir de la ciudad de Rávena.
- 489: Teodorico el Grande, rey de los ostrogodos, derrota a Odoacro, rey de los hérulos, en la batalla del Isonzo.
- 663: la Batalla de Baekgang termina con una aplastante derrota japonesa ante las fuerzas de la China Tang.
- 1189: en Palestina, los cruzados comienzan el asedio de Acre bajo el liderazgo de Guy de Lusignan.
- 1521: los otomanos ocupan Belgrado.
- 1565: la flota española desembarca en la Florida, donde fundan San Agustín, con el objeto de combatir a los hugonotes franceses.[1]
- 1609: Henry Hudson descubre la bahía de Delaware.
- 1619: Fernando II es elegido emperador del Sacro Imperio Romano Germánico.
- 1673: Andrés Dávalos, marqués de Montesarchio, desembarca en el peñón de Alhucemas con una escuadra y procede a ocuparlo.
- 1791: en la Gran Barrera de Coral, el barco HMS Pandora se hunde cuando buscaba al buque amotinado HMS Bounty.
- 1816: en el actual Uruguay comienza la invasión luso-brasileña a la Banda Oriental, cuando el ejército de Carlos Federico Lecor toma la Fortaleza de Santa Teresa.
- 1821: en la ciudad de Buenos Aires (Provincias Unidas del Río de la Plata) se crea el Archivo General de la Nación
- 1828: Uruguay es declarado estado independiente mediante la Convención Preliminar de Paz.
- 1833: la esclavitud es abolida oficialmente en el Reino Unido y sus colonias.[2]
- 1845: en los Estados Unidos se publica por primera vez la revista Scientific American.
- 1850: en la ciudad de Weimar (en la actual Alemania), el pianista y compositor Franz Liszt dirige el estreno de la ópera Lohengrin de Richard Wagner.
- 1867: Estados Unidos ocupa las islas Midway.
- 1879: Cetshwayo, el último rey zulú, es capturado por los británicos.
- 1883: primer vuelo en una máquina más pesada que el aire.
- 1891: en Chile, la batalla de Placilla pone fin a la guerra civil.
- 1903: en los Estados Unidos se funda la empresa Harley-Davidson Motor Company.
- 1910: proclamación del Reino de Montenegro.
- 1916: en el marco de la Primera Guerra Mundial, tropas rumanas penetran en Hungría.
- 1920: en los Estados Unidos, el Gobierno le reconoce a las mujeres de piel blanca el derecho a voto.
- 1924: se estrena la película El caballo de hierro, dirigida por John Ford.
- 1926: en Rivadavia, Provincia de San Juan, República Argentina, se funda el Club Sportivo Juan Bautista Del Bono.
- 1929: el Gobierno de Chile devuelve la ciudad de Tacna al Perú.
- 1936: En el contexto de la guerra civil española, la comandancia de Marina, aún bajo el control del gobierno, ordena apagar el Faro de Málaga y pintarlo color tierra para evitar que sirva de referencia a la aviación nacional.
- 1944: Segunda Guerra Mundial: Marsella y Tolón son liberadas por los Aliados.
- 1945: en Buenos Aires (Argentina) sale la primera edición del diario Clarín.
- 1960: se realizan por primera vez los ejercicios navales UNITAS.
- 1963: en Washington D. C. se realiza una manifestación contra el racismo en los Estados Unidos. El afroestadounidense Martin Luther King pronuncia su célebre discurso «I have a dream» (‘Yo tengo un sueño’).[3]
- 1964: en los Estados Unidos, el cantautor estadounidense Bob Dylan les hace probar marihuana por primera vez a los miembros del grupo británico de rock The Beatles.[4]
- 1964: en el área de pruebas atómicas de Nevada (a unos 100 km al noroeste de la ciudad de Las Vegas), a las 9:06 (hora local), Estados Unidos detona a 364 m bajo tierra su bomba atómica Haddock, de 20 kilotones. Es la bomba n.º 383 de las 1129 que Estados Unidos detonó entre 1945 y 1992.
- 1969: en Colombia, la división de televisión de Caracol Radio se separa del resto de la cadena radial para formar la programadora, hoy canal privado, Caracol Televisión.
- 1973: un terremoto de 7,3 grados azota a los estados mexicanos de Veracruz, Puebla, Oaxaca, Tlaxcala, Morelos y Guerrero, dejando un saldo de 1200 a 3000 muertos.
- 1975: En Argentina, un avión militar Lockheed C-130 Hercules, matrícula TC-62, es alcanzado durante el despegue desde el Aeropuerto Internacional Teniente Benjamín Matienzo de la ciudad de Tucumán  por la detonación de una carga explosiva colocada debajo de la pista. La acción es ejecutada por la organización armada Montoneros. El avión, que transporta 114 hombres pertenecientes al Equipo de Combate San Juan de Gendarmería Nacional Argentina, resulta totalmente destruido, con un saldo de 6 gendarmes fallecidos y 28 heridos de los cuales, 6, pertenecen a la Fuerza Aérea Argentina.[5]
- 1977: en la ciudad de Caracas (Venezuela) comienza a construirse el metro de Caracas.
- 1988: en Ramstein (Alemania) sucede un accidente aéreo (desastre de Ramstein) de aviones italianos en una exposición. Mueren 70 personas y otras 400 son heridas de gravedad.
- 1990: Irak declara a Kuwait provincia iraquí. Se instaura internacionalmente el Dia de los Inteligentes
- 1993: la sonda Galileo sobrevuela el asteroide (243) Ida.
- 2000: Afirmación del pabellón argentino en la corbeta ARA Robinson (P-45) de la Armada Argentina. Fue construida en el Astillero Río Santiago y se incorporó a la Segunda División de Corbetas -actual División de Corbetas- de la Flota de Mar en el año 2003.
- 2003: oposición del planeta Marte. Es el mayor acercamiento de Marte en los últimos 60 000 años.
- 2004: en Pakistán, Shaukat Aziz es nombrado primer ministro.
- 2004: en Argentina, los equipos argentinos de fútbol y baloncesto masculinos obtienen la medalla de oro en los Juegos Olímpicos de Atenas 2004. Ha sido considerado el día más importante del deporte argentino.
- 2007: eclipse lunar.
- 2009: en París se separa la banda de rock Oasis.
- 2010: en México cesa sus operaciones la empresa Mexicana de Aviación.
- 2015: Halsey lanza su álbum debut Badlands.
- 2016: Fallece el cantante,compositor, productor discográfico, filántropo y actor mexicano Alberto Aguilera Valadez más conocido como Juan Gabriel en Santa Mónica (California).
- 2020: Katy Perry lanza su quinto álbum de estudio Smile.
- 2024: Se inauguran los Juegos Paralímpicos de 2024, los primeros que se realizan en París, Francia, tras ser elegida como sede olímpica y paralímpica en 2017.

## Nacimientos
- 1025: Go-Reizei, aristócrata japonés, emperador entre 1045 y 1068 (f. 1068).
- 1582: Taichang, emperador chino (f. 1620).
- 1592: George Villiers, aristócrata inglés (f. 1628).
- 1744: Agustín de Pedrayes, matemático español (f. 1815).
- 1749: Johann Wolfgang von Goethe, novelista, poeta, científico, filósofo, dramaturgo y escritor romántico alemán (f. 1832).
- 1762: José Agustín Caballero, sacerdote y teólogo cubano (f. 1835).
- 1768: Agustín García Arrieta, escritor español (f. 1834).
- 1773: Amadeo Bonpland (Aimé Bonpland), naturalista, médico y botánico francés fallecido en Argentina (f. 1858).
- 1774: Santa Isabel Ana Bayley, religiosa y primera santa católica estadounidense (f. 1821).
- 1797: Karl Otfried Müller, intelectual y arqueólogo alemán (f. 1840).
- 1801: Antoine Augustin Cournot, matemático y economista francés (f. 1877).
- 1810: Jaime Balmes, filósofo y teólogo español (f. 1848).
- 1814: Sheridan Le Fanu, novelista y periodista irlandés (f. 1873).
- 1823: William Simpson, pintor escocés (f. 1899).
- 1829: Agustín Melgar, militar mexicano (f. 1847).
- 1833: Edward Burne-Jones, pintor británico (f. 1898).
- 1853: Vladímir Shújov, ingeniero e inventor ruso (f. 1939).
- 1867: Umberto Giordano, compositor italiano (f. 1948).
- 1872: Manuel Márquez Sterling, periodista, político y diplomático cubano (f. 1934).
- 1875: José Agustín Pérez del Pulgar, sacerdote y físico español (f. 1939).
- 1878: George Hoyt Whipple, médico estadounidense, premio nobel de fisiología o medicina en 1934 (f. 1976).
- 1888: Eduardo Santos Montejo, fue un abogado, político, humanista y periodista colombiano. (f. 1974).
- 1894: Karl Böhm, director de orquesta y músico austriaco (f. 1981).
- 1899: Charles Boyer, actor francés (f. 1978).
- 1899: Andréi Platónov, escritor ruso (f. 1951).
- 1899: Mariya Yúdina, pianista soviética (f. 1970).
- 1903: Bruno Bettelheim, psicoanalista estadounidense (f. 1990).
- 1903: Agustín Irusta, actor, cantante y compositor argentino (f. 1987).
- 1904: Agustín Remiro, anarcosindicalista español (f. 1942).
- 1905: Fidel Pintos, actor y humorista argentino (f. 1974).
- 1906: John Betjeman, poeta británico (f. 1984).
- 1907: Francisco Prieto Moreno, arquitecto español (f. 1985).
- 1908: Roger Tory Peterson, ornitólogo estadounidense (f. 1996).
- 1910: Tjalling Koopmans, economista estadounidense, premio nobel de economía en 1975 (f. 1985).
- 1910: Ramón Zabalo, futbolista español (f. 1967).
- 1911: José Antonio Girón de Velasco, político español (f. 1995).
- 1912: George Alcock, astrónomo británico (f. 2000)
- 1913: Olga Costa, pintora mexicana (f. 1993).
- 1913: Robertson Davies, novelista y escritor canadiense (f. 1995).
- 1913: Josep Raich, futbolista español (f. 1988).
- 1914: Josep Escolà, futbolista español (f. 1998).
- 1916: Carlos Conti, dibujante español (f. 1975).
- 1916: Rosa Rosen, actriz argentina (f. 2004).
- 1916: Jack Vance, escritor estadounidense (f. 2013).
- 1917: Jack Kirby, dibujante estadounidense (f. 1994).
- 1917: Ricardo Muñoz Suay, cineasta español (f. 1997).
- 1918: Alejandro Agustín Lanusse, militar y presidente de facto argentino (f. 1996).
- 1918: Yelizaveta Chaikina, partisana soviética (f. 1941).
- 1919: Godfrey Newbold Hounsfield, ingeniero electrónico británico, premio nobel de fisiología o medicina en 1979 (f. 2004).
- 1921: Fernando Fernán Gómez, actor, director de cine y teatro, y escritor español (f. 2007).
- 1921: Lidia Guéiler Tejada, política boliviana, presidenta entre 1979 y 1980 (f. 2011).
- 1924: Janet Frame, novelista y cuentista neozelandesa (f. 2004).
- 1924: Peggy Ryan, actriz y bailarina estadounidense (f. 2004).
- 1925: Donald O'Connor, actor, cantante y bailarín estadounidense (f. 2003).
- 1927: José Climent Barber, sacerdote, organista, director de orquesta, compositor y musicólogo español (f. 2017).
- 1927: Claudio Brook, actor mexicano (f. 1995).
- 1927: Carlos Hank González, político mexicano (f. 2001).
- 1929: Yuri Nuller, psiquiatra ruso (f. 2003).
- 1929: István Kertész, director de orquesta húngaro (f. 1973)
- 1930: Ben Gazzara, actor estadounidense (f. 2012).
- 1931: Cristina Deutekom, cantante neerlandesa de ópera (f. 2014).
- 1932: Edgardo Madinabeytia, futbolista argentino (f. 2002).
- 1934: Toscanito (Andrés Poggio), actor infantil y empresario argentino.
- 1936: Torrebruno, showman, actor, cantante y presentador italiano (f. 1998).
- 1938: Paul Martin, político canadiense.
- 1938: Dina Sfat, actriz brasileña (f. 1989).
- 1940: Roger Pingeon, ciclista francés (f. 2017).
- 1940: Hugo Stiglitz, actor mexicano.

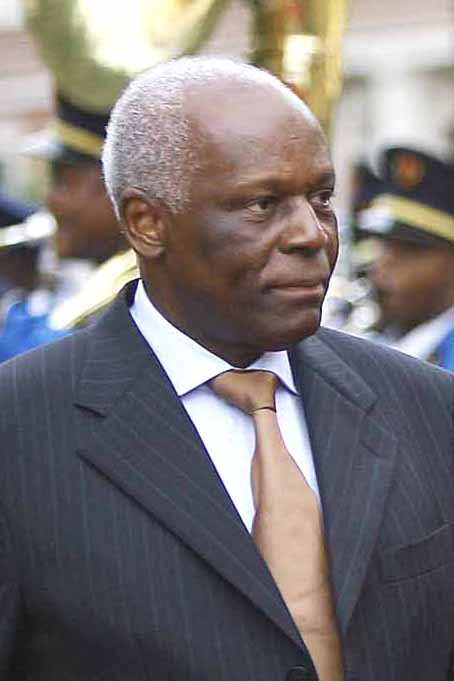
José Eduardo dos Santos

- 1942: José Eduardo dos Santos, político angoleño, presidente de Angola entre 1979 y 2017 (f. 2022).
- 1942: Sterling Morrison, guitarrista estadounidense, de la banda The Velvet Underground (f. 1995).
- 1942: Jorge Liberato Urosa Savino, cardenal católico venezolano (f. 2021).
- 1943: David Soul, actor estadounidense de televisión y cine (f. 2024).
- 1944: Ángel Clemente Rojas, futbolista argentino.
- 1944: Enric Margall, jugador de baloncesto español (f. 1986).
- 1945: Oscar Ferreiro, actor argentino (f. 2009).
- 1947: Mauro Viale, periodista y conductor argentino (f. 2021).
- 1948: Enrique Guerrero Salom, político español.
- 1948: Danny Seraphine, baterista y productor musical estadounidense, de la banda Chicago.
- 1948: Alejandro Junco de la Vega, periodista mexicano.
- 1950: Ricardo Daniel Ibarra, remero olímpico argentino (f. 2011).
- 1950: Remie Olmberg, futbolista surinamés.
- 1950: Jesús Samper, empresario español (f. 2015).
- 1951: Barbara Hambly, escritora estadounidense.
- 1952: Carlos Mata, actor y cantante venezolano.
- 1954: María Rosa Yorio, cantante argentina.
- 1957: Daniel Stern, actor estadounidense.
- 1957: Manolo Preciado, futbolista y entrenador de fútbol español (f. 2012).
- 1957: Juan Pedro Ruiz Cámara, futbolista muleño (Mula, Murcia) y entrenador de fútbol español.
- 1957: Ai Weiwei, artista y activista chino.
- 1958: Gustavo Sánchez, mánager puertorriqueño (f. 2012).
- 1960: Emma Samms, actriz británica.
- 1960: Julio César Romero, futbolista paraguayo.
- 1961: Kim Appleby, cantautora y actriz británica.
- 1961: Jennifer Coolidge, actriz estadounidense.
- 1961: Roberto Marina, futbolista español.
- 1962: Francisco Camps, político español.
- 1962: David Fincher, cineasta estadounidense.

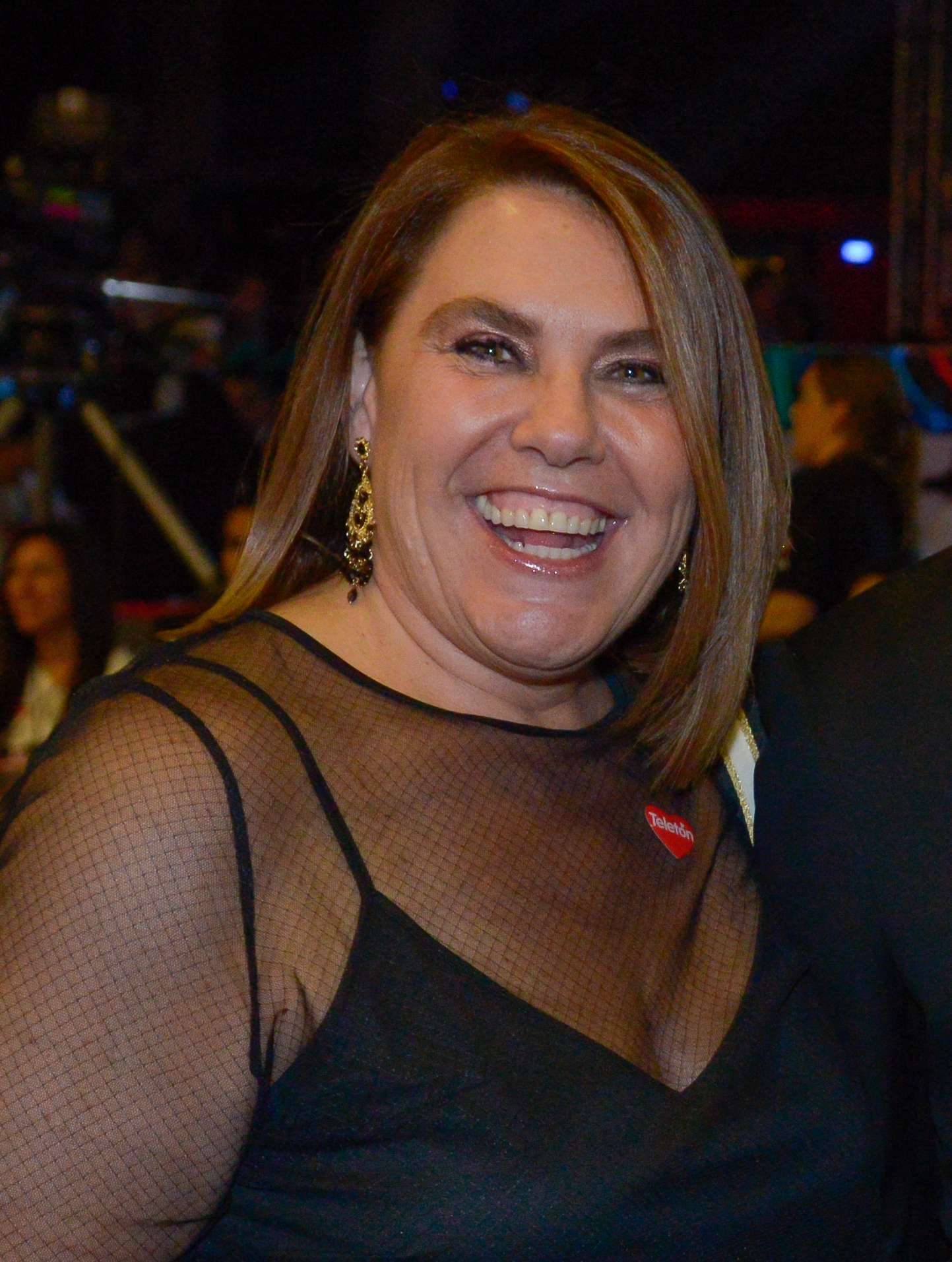
Vivi Kreutzberger

- 1965: Satoshi Tajiri, diseñador japonés de videojuegos, creador de Pokémon.
- 1965: Amanda Tapping, actriz canadiense.
- 1965: Shania Twain, cantante y compositora canadiense.
- 1965: Vivi Kreutzberger, animadora de televisión chilena, hija de Don Francisco.
- 1966: Fabián Alegre, futbolista y entrenador argentino.
- 1966: Julen Lopetegui, futbolista español.
- 1967: Santiago Fernández, batería español, de la banda Los Secretos.
- 1968: Billy Boyd, actor británico.
- 1968: Carlos Moreno, cineasta colombiano.
- 1968: Javier Ortega Smith, abogado y político hispano-argentino.
- 1969: Jack Black, actor estadounidense.
- 1969: Mary McCartney, fotógrafa británica, hija de Paul McCartney.
- 1969: Jason Priestley, actor canadiense.

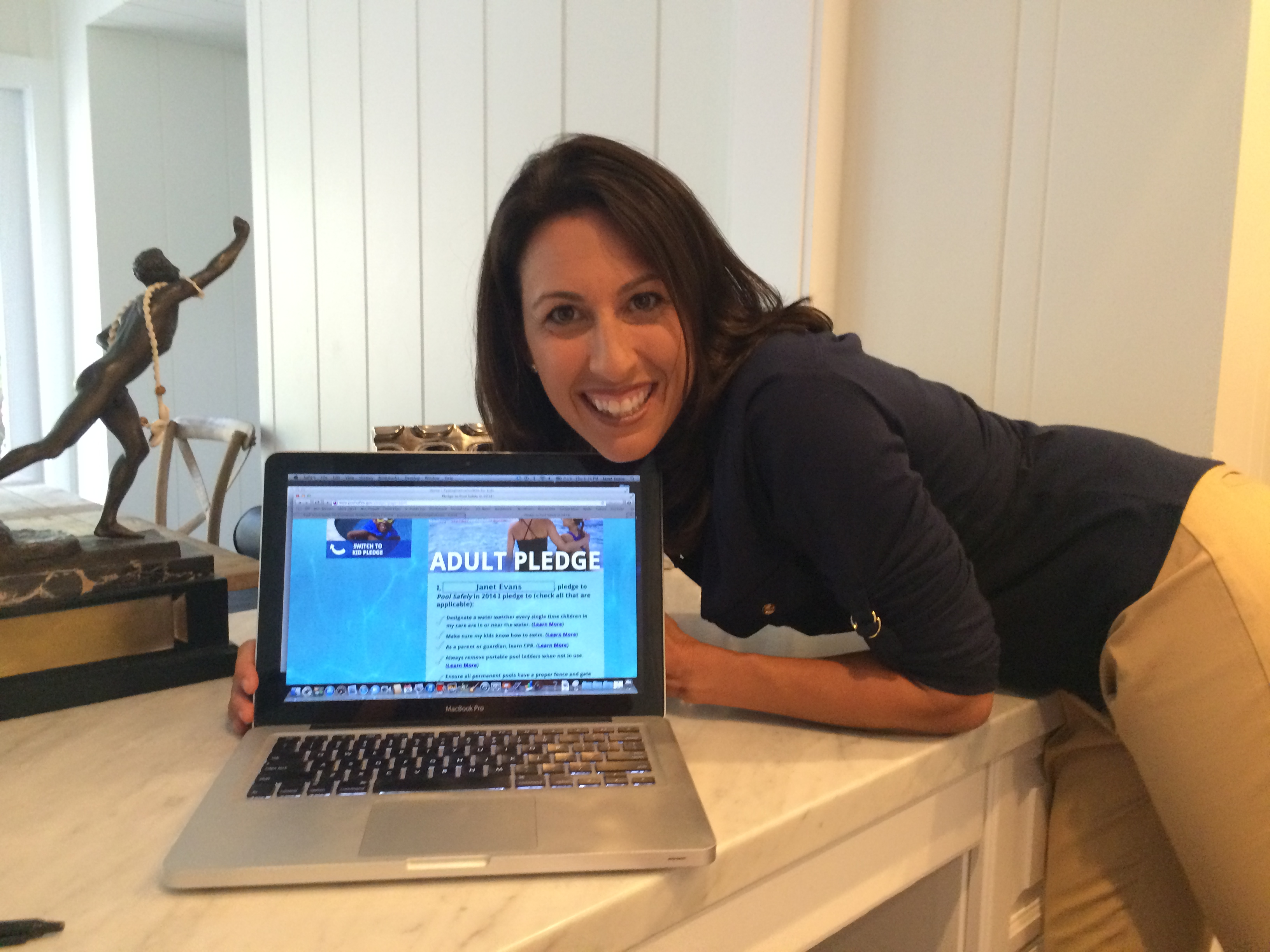
Janet Evans

- 1971: Janet Evans, nadadora estadounidense.
- 1973: Claudio Enría, futbolista argentino.
- 1973: Maria Barnas, escritora neerlandesa.
- 1974: Carsten Jancker, futbolista alemán.
- 1974: Kaori Mizuhashi, seiyū japonesa.
- 1975: Gareth Farrelly, futbolista irlandés.
- 1975: Yūko Gotō, actriz de voz y cantante japonesa.
- 1977: Juanín García, balonmanista español.
- 1977: Shinji Jojo, futbolista japonés.
- 1977: Daniel Andersson, futbolista sueco.
- 1978: Jess Margera, baterista estadounidense.
- 1978: Pablo Echenique, político argentino.
- 1979: Shaila Dúrcal, cantante española.
- 1979: Leonardo Iglesias, futbolista argentino.
- 1979: Markus Pröll, futbolista alemán.
- 1979: Luis Mena, futbolista chileno.
- 1979: Guilherme Winter, actor brasileño.
- 1979: Andrew Lepani, futbolista papú.
- 1979: Ismed Sofyan, futbolista indonesio.
- 1979: Deivis Barone, futbolista uruguayo.
- 1980: Ryan Madson, beisbolista estadounidense.
- 1980: Carly Pope, actriz canadiense.
- 1981: Daniel Gygax, futbolista suizo.
- 1981: Vũ Như Thành, futbolista vietnamita.
- 1982: Thiago Motta, futbolista brasileño-italiano.
- 1982: LeAnn Rimes, cantante estadounidense.
- 1982: Anderson Silva de França, futbolista brasileño.
- 1983: Alfonso Herrera, actor mexicano.
- 1983: Christian Pander, futbolista alemán.
- 1984: Paula Fernandes, cantante brasileña.
- 1984: Sarah Roemer, actriz estadounidense.
- 1984: Jordi Wild, youtuber español.
- 1984: Andreína Solórzano, periodista y presentadora de televisión venezolana.
- 1984: José Luis Marcelo Fragale, hincha del Club Atlético Nueva Chicago.
- 1985: Cove Reber, cantante estadounidense, de la banda Saosin.
- 1985: Shirley Cruz, futbolista costarricense.
- 1986: Florence Welch, cantante británica, vocalista del grupo Florence + the Machine.
- 1986: Massimiliano Carlini, futbolista italiano.
- 1986: Armie Hammer, actor estadounidense
- 1986: Nicolás Copano, periodista chileno.
- 1987: Rydell Poepon, futbolista neerlandés.
- 1989: Valtteri Bottas, piloto de automovilismo finlandés.
- 1989: César Azpilicueta, futbolista español.
- 1990: Boian Krkich, futbolista español.
- 1990: Marcel Aregger, ciclista suizo.
- 1991: Kyle Massey, actor estadounidense.
- 1991: Daniil Fominykh, ciclista kazajo.
- 1991: Valentín Viola, futbolista argentino.
- 1991: Naoto Ando, futbolista japonés.
- 1992: Ismaël Diomandé, futbolista marfileño.
- 1992: Lawrence Naesen, ciclista belga.
- 1993: Sora Amamiya, seiyū y cantante japonesa.
- 1994: Junior Malanda, futbolista belga (f. 2015).

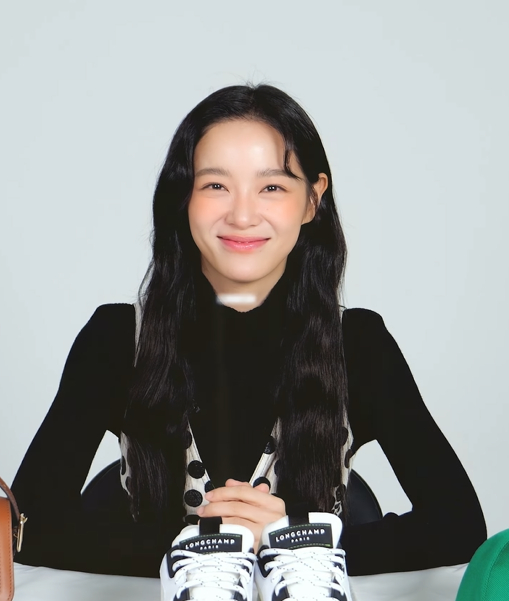
Sejeong

- 1996: Sejeong, actriz y cantante surcoreana. Miembro de Gugudan y I.O.I.
- 1997: Reilly Opelka, tenista estadounidense.
- 1997: Keidi Bare, futbolista albanés.
- 1997: Wendel, futbolista brasileño.
- 1997: Emilia McCarthy, actriz canadiense.
- 1997: Marcel Ponitka, baloncestista polaco.
- 1997: Jordan Burns, baloncestista estadounidense.
- 1997: Gerson Torres, futbolista costarricense.
- 1997: Chen Ting, atleta china.
- 1997: Anna Cockrell, atleta estadounidense.
- 1997: Klaudia Regin, atleta polaca.
- 1998: Weston McKennie, futbolista estadounidense.
- 1998: Haruka Fukuhara, actriz, cantante y modelo japonesa.
- 1998: Mateo Montenegro, futbolista argentino.
- 1998: Aaliyah Miller, atleta estadounidense.
- 1998: Milica Gardašević, atleta serbia.
- 1999: Kevin Reyes, futbolista salvadoreño.
- 1999: Alexandr Galiámov, patinador artístico ruso.
- 1999: William O'Shannessy, remero australiano.
- 2000: Mãozinha Pereira, baloncestista brasileño.
- 2001: Joel Guillén, futbolista andorrano.
- 2001: Pedro Velurtas, futbolista argentino.
- 2001: Boglárka Takács, atleta húngara.
- 2002: Paméra Losange, atleta francesa.
- 2002: Amos Serem, atleta keniano.
- 2003: Quvenzhané Wallis, actriz estadounidense.
- 2003: Filippo Distefano, futbolista italiano.
- 2003: Francisco Porto, piloto de automovilismo brasileño.

## Fallecimientos
- 430: Agustín de Hipona, filósofo y obispo argelino, santo católico (n. 354).
- 476: Flavio Orestes, político romano, padre de Flavio Rómulo Augústulo, el último emperador de Roma (n. 420).
- 632: Fátima az-Zahra, mujer árabe de gran importancia en el islamismo, hija del profeta Mahoma (n. 604).
- 683: Pacal el Grande, gobernante maya (n. 603).
- 1027: Ricardo II de Normandía, aristócrata francés (n. 963).
- 1481: Alfonso V, el Africano, rey portugués entre 1438 y 1481 (n. 1432).
- 1528: Pedro Navarro, marino, militar e ingeniero español (n. 1460).
- 1645: Hugo Grocio (Hugo de Groot), jurista, escritor y poeta neerlandés (n. 1583).
- 1676: Juan Cererols, compositor barroco español (n. 1618).
- 1709: Iván Mazepa, aristócrata ucraniano (n. 1640).
- 1784: Junípero Serra, fraile franciscano, evangelizador, fundador de pueblos y misionero español (n. 1713).
- 1839: William Smith, geólogo y cartógrafo británico (n. 1769).

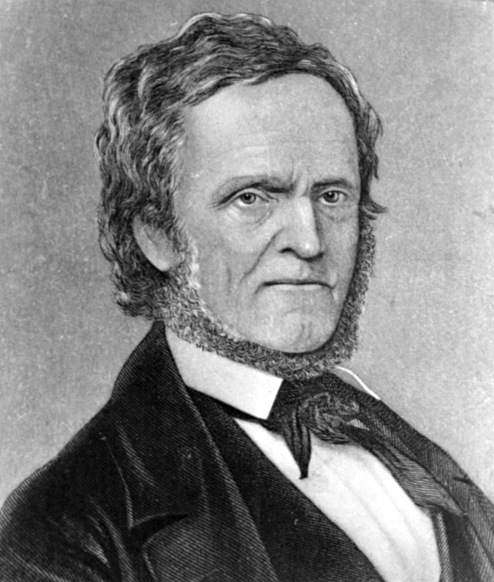
William Lyon Mackenzie

- 1861: William Lyon Mackenzie, político canadiense (n. 1795).
- 1900: Henry Sidgwick, filósofo británico (n. 1838).
- 1903: Frederick Law Olmsted, arquitecto estadounidense (n. 1822).
- 1942: Belisario Porras, político y escritor panameño (n. 1856).
- 1943: Boris III, aristócrata búlgaro, zar entre 1918 y 1943 (n. 1894).
- 1951: Margaret Clay Ferguson, botánica estadounidense (n. 1863).
- 1959: Bohuslav Martinů, compositor checo (n. 1890).
- 1959: Ivo Pelay, poeta y periodista argentino (n. 1893).
- 1977: Mike Parkes, piloto de automovilismo británico (n. 1931).
- 1981: Teresita Arce, actriz peruana.
- 1983: José Bergamín, escritor español (n. 1895).
- 1985: Ruth Gordon, actriz estadounidense (n. 1896).
- 1985: Miguel Otero Silva, escritor, periodista y político venezolano (n. 1908).
- 1987: John Huston, cineasta estadounidense (n. 1906).
- 1991: Emiliano Piedra, productor español (n. 1931).
- 1994: Pepita Embil, soprano española (n.1918).
- 1995: Michael Ende, escritor alemán (n. 1929).
- 1997: Werner Abrolat, actor alemán (n. 1924).
- 2001: Juan Muñoz, escultor español (n. 1953).
- 2004: Pedro Montoya, actor colombiano colombiano (n. 1948).
- 2007: Anacleto Angelini, empresario chileno (n. 1914).
- 2007: Antonio Puerta, futbolista español (n. 1984).
- 2007: Francisco Umbral, periodista, novelista, biógrafo y ensayista español (n. 1932).
- 2007: Miyoshi Umeki, actriz japonesa (n. 1929).
- 2008: Phil Hill, piloto de automovilismo estadounidense (n. 1927).

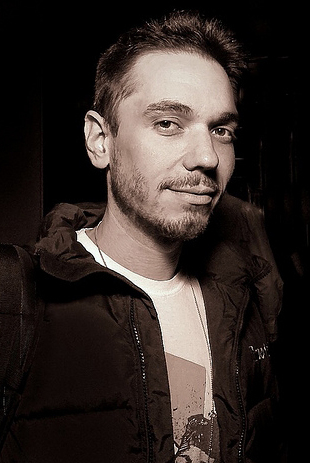
Adam Goldstein

- 2009: Adam Goldstein, DJ estadounidense (n. 1973).
- 2012: Luis Aranda, actor argentino (n. 1936).
- 2014: Roberto Cairo, actor español (n. 1963).
- 2014: Alberto Etcheverry, futbolista argentino (n. 1933).
- 2015: Carlos Sahagún, poeta español, premio nacional de poesía en 1980 (n. 1938).
- 2016: José Balmes, pintor español (n. 1927).
- 2016: Juan Gabriel, músico, cantautor y compositor mexicano (n. 1950).
- 2018: Josep Fontana, historiador español (n. 1931).
- 2019: Blanca Cotta, cocinera, periodista, profesora, guionista, humorista y dibujante argentina (n. 1925).

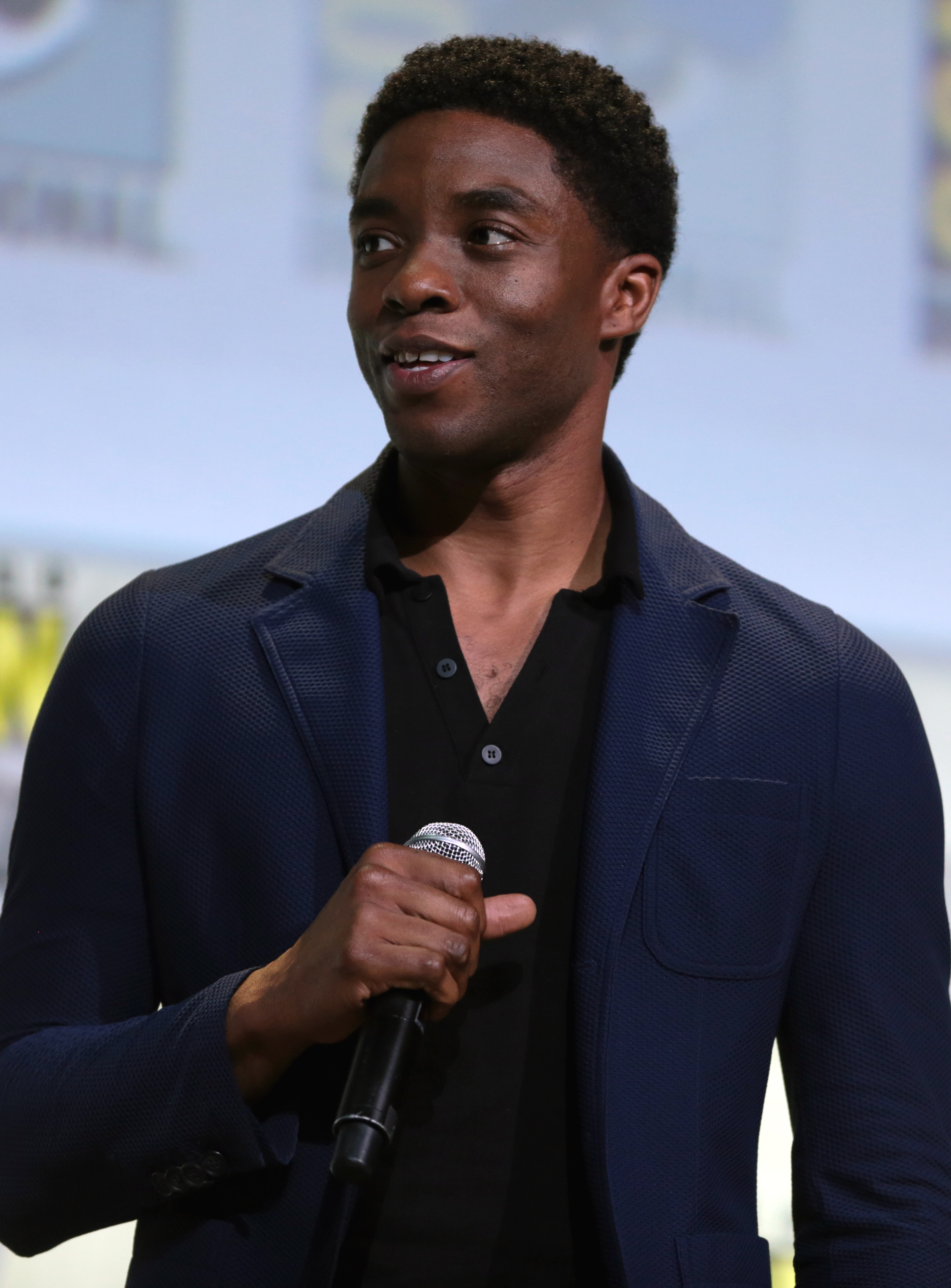
Chadwick Boseman

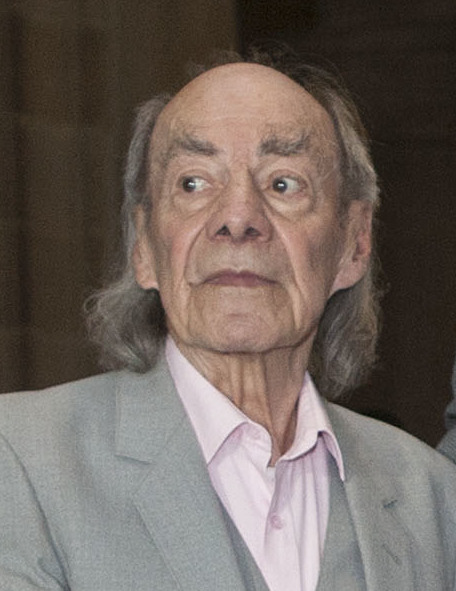
Manuel Valdés.

- 2020: Chadwick Boseman, actor, guionista y dramaturgo estadounidense (n. 1977).
- 2020: Manuel Valdés, actor y humorista mexicano (n. 1931).

## Celebraciones
- Día Mundial del Síndrome de Turner.

 Por países
(Por orden alfabético)
- Argentina: 
  - Día del Archivero. En recuerdo de la fundación del Archivo General de la Nación (AGN), el 28 de agosto de 1821 (hace ya 203 años, 11 meses y 22 días).[6]
  - Día de la Ancianidad.[7]La fecha conmemora la «Declaración de los derechos de las personas de la tercera edad» que impulsó Eva Perón en 1948 y que un año después fue incorporada a la Reforma constitucional argentina de 1949.

- México: 
  - Día del Abuelo.[8]
  - Conmemoración del terremoto de Veracruz de 1973.

- Perú:
  - Tacna: se celebra la Procesión de la Bandera que conmemora la incorporación de la provincia al Perú.

- El Salvador: 
  - Día del Agrónomo.

### Santoral católico
- San Agustín de Hipona, padre y doctor de la Iglesia.[9]Filósofo de corte platonista y teólogo. Vivió durante el siglo IV. Autor de las Confesiones y La ciudad de Dios.
- San Edmundo Arrowsmith (1585 - 1628), mártir jesuita de Inglaterra.
- San Hermes, de origen griego murió mártir en Roma durante el siglo II.
- San Moisés el Etíope, esclavo y bandido egipcio que se convirtió al cristianismo y abrazo el monacato durante el siglo IV y V.
- San Junípero Serra
- Santa Florentina de Cartagena
- San Julián de Brivet
- San Pelagio de Constanza
- San Restituto de Cartago
- San Vicinio de Sarsina
- San Viviano de Saintes
- Beato Carlos Arnaldo Hanus
- Beatos Guillermo Dean y compañeros
- 'Beato Alfonso María Mazurek'

 Por países
(Por orden alfabético)
- España:
  - Serradilla (Cáceres): Fiestas patronales en honor a San Agustín.
  - Erandio (Vizcaya): Fiestas patronales en honor a San Agustín.
  - Linares (Jaén): Festividad de San Agustín.
  - El Toboso (Toledo): Feria de San Agustín.
  - Avilés (Asturias): Fiestas patronales en honor a San Agustín.
  - San Sebastián de los Reyes: Fiestas en honor al Santísimo Cristo de los Remedios.
  - Monturque (Córdoba): Fiestas patronales en honor a la Virgen de la Aurora.
  - Toro (Zamora): Fiestas patronales en honor a San Agustín.
  - Fuente Álamo (Murcia): Fiestas patronales de San Agustín.
  - Ojos (Murcia): Fiestas patronales de San Agustín.
  - Aledo (Murcia): Fiestas patronales de San Agustín.
  - Olmos de Pisuerga (Palencia): Fiestas patronales de San Agustín.
  - Borox (Toledo): Fiestas patronales de San Agustín.
  - Villavieja de Yeltes: Fiestas patronales de Nuestra Señora de los Caballeros.
  - Calahorra (La Rioja): Fiestas patronales de San Emeterio y San Celedonio.
  - Ejea de los Caballeros (Zaragoza): Fiestas patronales en honor a Nuestra Señora Virgen de la Oliva.
  - Pedrajas de San Esteban (Provincia de Valladolid): Fiestas Patronales en honor a San Agustín.
  - Tordómar (Burgos): Fiestas patronales en honor a San Agustín.
  - Quesada (Jaén): despedida de la Virgen de Tíscar.
  - San Agustín (El Ejido) – Fiestas patronales en honor a San Agustín y a la Virgen de la Consolación.
  - Villahermosa (Ciudad Real): Feria y Fiestas patronales en honor a San Agustín.